# 13e régiment d'artillerie de marine
Pour les articles homonymes, voir 13e régiment.
Le 13e régiment d'artillerie de marine est un régiment des troupes de marine de l'Armée de terre française. Il est créé à la fin de la Première Guerre mondiale comme 13e régiment d'artillerie coloniale. 

## Historique

### Première Guerre mondiale
Le 13e régiment d'artillerie coloniale (ou 13e régiment d'artillerie coloniale de montagne) est créé le 1er avril 1918 sur le front d'Orient à partir de batteries des 1er et 2e régiments d'artillerie de montagne. Les trois groupes du  régiment combattent de façon séparée au sein de l'armée d'Orient. 
Le 1er groupe reçoit la mission d'appuyer le détachement de Prilep (1re armée serbe). Lorsque celui-ci est relevé par la 21e brigade de la 11e division d'infanterie coloniale, le groupe est rattaché à cette nouvelle unité. Il participe donc à l'offensive finale avec cette unité.
Le 2e groupe est rattaché à la 16e division d'infanterie coloniale avant d'appuyer le 5e régiment grec (division de l'archipel (en)) dans son attaque du 30 mai. Le groupe suit la progression de l'infanterie jusqu'à l'armistice.  
Le 3e groupe est affecté à la 17e division d'infanterie coloniale. Le front est quasiment calme jusqu'au 15 septembre date de l'offensive générale qu'il appuie de ses feux. Ensuite, il poursuit sa progression avec l'infanterie. 
Le régiment est dissout le 28 août 1919. 

### Seconde création
Le 13e régiment d'artillerie coloniale est recréé le 1er février 1945 et dissout dès le 9 juillet.

### Troisième création
Il est finalement recréé le 1er décembre 1958 lorsque le groupe mixte d'artillerie coloniale de l'Émyrne, à Madagascar, prend le nom de 1er groupe du 13e régiment d'artillerie de marine (I/13e RAMa). Il est dissout le 30 septembre 1961.

## Étendard

Dessin du revers de l'étendard du régiment.

L'étendard du régiment porte l'inscription Dobropolje 1918.

## Insigne
Le I/13e RAMa reprend l'insigne du groupe mixte d'artillerie coloniale de l'Émyrne, homologué en 1957 : une tête de zébu (symbole de Madagascar) dans une roue dentée et deux canons croisés.